# Liste der Einträge im National Register of Historic Places in der City and Borough of Juneau
Die Liste der Registered Historic Places in Juneau führt alle Bauwerke und historischen Stätten in der City and Borough of Juneau im US-Bundesstaat Alaska auf, die in das National Register of Historic Places aufgenommen wurden.

## Douglas
- Mayflower School

## Juneau
- Alaska Governor's Mansion
- Alaska Steam Laundry
- Alaskan Hotel
- Bergmann Hotel
- Chicken Ridge Historic District
- Ernest Gruening Cabin
- Frances House
- Fries Miners’ Cabins
- Holy Trinity Church
- J. M. Davis House
- Jualpa Mining Camp
- Juneau Downtown Historic District
- Juneau Memorial Library
- MacKinnon Apartments
- Point Retreat Light Station
- Sentinel Island Light Station
- St. Nicholas Russian Orthodox Church
- Twin Glacier Camp
- Valentine Building
- Wickersham House

## Taku Harbor
- Fort Durham Site